# Bill Lampton
Bill Lampton, diminutivo di William Ernest Lampton (Nottigham, 2 dicembre 1914 – Nottingham, 16 settembre 1976) è stato un allenatore di calcio e calciatore inglese, di ruolo portiere.

## Carriera

### Giocatore
Inizia a giocare nei semiprofessionisti del Basford Utd per poi nel 1935 passare al Nottingham Forest, club della sua città natale, nella seconda divisione inglese: rimane in squadra per dieci anni, disputando però di fatto solamente quattro campionati ufficiali (nei quali non scende peraltro mai in campo, essendo il portiere di riserva del club), dato che dal 1939 al 1945 per via della seconda guerra mondiale non si disputarono in Inghilterra i regolari campionati nazionali. Successivamente nella stagione 1945-1946 gioca prima nel Peterborough Utd e poi nell'Exeter City. Infine, nella stagione 1946-1947 gioca 3 partite in terza divisione con il Doncaster (si tratta peraltro delle sue uniche presenze in carriera nei campionati della Football League).

### Allenatore
Subito dopo il ritiro va in Danimarca a lavorare come vice allenatore al KB, club della prima divisione locale; torna quindi in patria, lavorando come vice per Scunthorpe Utd, Grimsby Town e Leeds Utd: con quest'ultimo club nel dicembre del 1958 diventa anche a tutti gli effetti allenatore della prima squadra, militante in seconda divisione: rimane in carica fino al marzo del 1959 quando viene esonerato. Nell'aprile dello stesso anno diventa poi allenatore dello Scunthorpe United, in quarta divisione, rimanendo tuttavia in carica solo per l'ultimo mese della stagione 1958-1959. Successivamente nel gennaio del 1962 è diventato allenatore del Chester City, sempre in quarta divisione, restando in carica fino al termine della stagione 1962-1963, quando il suo contratto con il club biancazzurro scade senza venire rinnovato.